# Racó del Berenguer
El Racó del Berenguer és un paratge del terme municipal de Sant Feliu de Codines, a la comarca del Vallès Oriental.
Està situat a l'extrem nord-oest del terme, al nord-est del Serrat del Berenguer.